# Kim Cshek-város
Kim Cshek-város (hangul: 김책시, Kim Cshek-si, handzsa: 金策市, RR: Kim Ch'aek-si) régebbi nevén Szongdzsin (hangul: 성진시, handzsa: 城津市, RR: Sŏngjin-si) közel kétszázezer lakosú város Észak-Koreában, Észak-Hamgjong (Hamgyŏng) tartományban.
A várost, és a környékét Kim Cshek (Kim Ch'aek)ről, egy a koreai háborúban elesett tábornokról kapta. Szongdzsin (Sŏngjin-)t Kim Cshek (Kim Ch'aek)-városnak, Hakszong (Haksŏng) megyét pedig Kim Cshek (Kim Ch'aek) megyének nevezték át. 1961-ben a megyét beolvasztották Kim Cshek (Kim Ch'aek)-városba.

## Történelem
A 19. század végéig az ekkor még Szongdzsin névre hallgató település egy szegény halászfalunak számított. A helyzet akkor változott meg, amikor egyike lett annak a tizenegy kikötőnek, amelyet a Koreai Császárság 1899-ben megnyitott a külföldi kereskedők előtt. A kereskedők többsége ekkor még Japánból érkezett, de a fejlett nyugati országokból is érkeztek hajók a térségbe, melyek nyugati árukat hoztak magukkal, míg a térségből olyan kereskedelmi termékek kerültek kivitelre, mint a különféle mezőgazdasági-, bőr- és halászati termékek. Ezeknek köszönhetően a térség hamarosan lassú fejlődésnek indult. Gazdasági jelentősége mellett a településsel kapcsolatban érdemes megjegyezni, hogy a kikötő 1899-es megnyitását követően az országba érkező nyugati, keresztény misszionáriusoknak is az egyik központjának számított. 1901-ben érkezett meg a kikötőbe az első nyugati hittérítő a kanadai Gierson személyében, a későbbiekben pedig a keresztények nem csak templomokat, hanem kórházakat és iskolákat is létesítettek a térségben.
1910-ben Szongdzsin lakossága kevesebb mint háromezer főt tett ki, de az 1915-re elkészülő Hamjong-vasútvonal megépülése, továbbá az első világháború idején nagy fontosságú grafit lelőhelyek kitermelésének megkezdése felgyorsította a környék fejlődését. 1931 májusában megindult a Kilju-és Hjeszan közti új vasútvonal megépítése (régen a két végállomás neve alapján Kilhje-vasútvonal, 1978-tól Pektuszan Cshongnjon-vasútvonal), amely következtében a település fontos csomópontja lett az északi hegyekbe tartó áruszállításnak is. A várossá növekedő helység Hamhung és Cshongdzsin között a legnagyobb kikötővé vált, és az 1930-as évektől a felfutó acélgyártás által hamarosan iparvárossá vált.
A koreai háború idején, 1951-ben a várost az elhunyt észak-koreai tábornok, Kim Cshek emlékére Kim Cshek-városra nevezték át.

## Éghajlat
| Hónap                                          | Jan.  | Feb.  | Már.  | Ápr. | Máj. | Jún. | Júl. | Aug. | Szep. | Okt. | Nov.  | Dec.  | Év    |
| ---------------------------------------------- | ----- | ----- | ----- | ---- | ---- | ---- | ---- | ---- | ----- | ---- | ----- | ----- | ----- |
| Rekord max. hőmérséklet (°C)                   | 14,0  | 16,7  | 27,8  | 35,2 | 34,0 | 34,3 | 37,0 | 36,6 | 32,9  | 30,2 | 23,7  | 17,8  | 37,0  |
| Átlagos max. hőmérséklet (°C)                  | −0,3  | 1,0   | 5,5   | 12,1 | 16,3 | 19,6 | 23,9 | 25,9 | 22,7  | 17,2 | 9,2   | 2,3   | 13,0  |
| Átlaghőmérséklet (°C)                          | −5,3  | −3,8  | 0,9   | 7,0  | 11,8 | 15,5 | 20,1 | 22,1 | 17,8  | 11,8 | 4,6   | −2,2  | 8,4   |
| Átlagos min. hőmérséklet (°C)                  | −10,4 | −8,7  | −3,3  | 2,6  | 7,4  | 12,4 | 17,5 | 19,2 | 13,7  | 7,1  | −0,3  | −7,3  | 4,2   |
| Rekord min. hőmérséklet (°C)                   | −26,0 | −20,0 | −15,0 | −7,1 | −0,5 | 1,0  | 9,0  | 10,6 | 2,8   | −4,0 | −16,6 | −25,1 | −26,0 |
| Átl. csapadékmennyiség (mm)                    | 19    | 17    | 24    | 37   | 52   | 73   | 120  | 167  | 84    | 42   | 34    | 30    | 698   |
| Havi napsütéses órák száma                     | 173   | 197   | 231   | 225  | 222  | 141  | 141  | 173  | 207   | 218  | 172   | 161   | 2261  |
| Forrás: Deutscher Wetterdienst és Meteo Climat |       |       |       |      |      |      |      |      |       |      |       |       |       |

## Közigazgatása
22 tong (tong)ból és 22 faluból (ri (ri)) áll.
| - Kumcshon-tong (금천동; 錦川洞, Kŭmch'ŏn-tong) - Rjonho-tong (련호동; 蓮湖洞, Ryŏnho-tong) - Szongnam-tong (성남동; 城南洞, Sŏngnam-tong) - Szongrjong-il-tong (송령1동; 松嶺1洞, Songryŏng-il-tong) - Szongrjong-i-tong (송령2동; 松嶺2洞, Songryŏng-i-tong) - Szongam-tong (송암동; 松巖洞, Songam-tong) - Szuvon-tong (수원동; 水源洞, Suwŏn-tong) - Sinphjong-tong (신평동; 新坪洞, Sinp'yŏng-tong) - Sszangrjong-tong (쌍룡동; 雙龍洞, Ssangryong-tong) - Sszangam-il-tong (쌍암1동; 雙岩1洞, Ssangam-il-tong) - Sszangam-i-tong (쌍암2동; 雙岩2洞, Ssangam-i-tong) - Sszanghva-tong (쌍화동; 雙化洞, Ssanghwa-tong) - Obok-tong (업억동; 業億洞, Ŏbŏk-tong) - Jokcson-tong (역전동; 驛前洞, Yŏkchŏn-tong) - Csanghjon-tong (장현동; 將峴洞, Changhyŏn-tong) - Csegang-il-tong (제강1동; 製鋼1洞, Chegang-il-tong) - Csegang-i-tong (제강2동; 製鋼2洞, Chegang-i-tong) - Cshonghak-tong (청학동; 靑鶴洞, Ch'ŏnghak-tong) - Thanszo-tong (탄소동; 炭素洞, T'anso-tong) - Hakszong-tong (학성동; 鶴城洞, Haksŏng-tong) - Hancshon-tong (한천동; 漢泉洞, Hanch'ŏn-tong) - Hean-tong (해안동; 海岸洞, Haean-tong) | - Togin-ri (덕인리; 德仁里, Tŏgin-ri) - Tonghung-ri (동흥리; 東興里, Tonghŭng-ri) - Rjongho-ri (룡호리; 龍湖里, Ryongho-ri) - Rimmjong-ri (림명리; 臨溟里, Rimmyŏng-ri) - Mancshun-ri (만춘리; 里, Manch'un-ri) - Panghak-ri (방학리; 放鶴里, Panghak-ri) - Szangphjong-ri (상평리; 上坪里, Sangp'yŏng-ri) - Szokho-ri (석호리; 石湖里, Sŏkho-ri) - Szongszang-ri (성상리; 城上里, Sŏngsang-ri) - Szecshon-ri (세천리; 細川里, Sech'ŏn-ri) - Szongdzsung-ri (송중리; 松中里, Songjung-ri) - Szonghung-ri (송흥리; 松興里, Songhŭng-ri) - Szudong-ri (수동리; 水洞里, Sudong-ri) - Okcshon-ri (옥천리; 玉泉里, Okch'ŏn-ri) - Vonphjong-ri (원평리; 院坪里, Wŏnp'yŏng-ri) - Unho-ri (은호리; 恩湖里, Ŭnho-ri) - Cshundong-ri (춘동리; ?里, Ch'undong-ri) - Thapha-ri (탑하리; 塔下里, T'apha-ri) - Phungnjon-ri (풍년리; 豊年里, P'ungnyŏn-ri) - Haktong-ri (학동리; 鶴東里, Haktong-ri) - Hothong-ri (호통리; 湖通里, Hot'ong-ri) - Hungphjong-ri (흥평리; 興坪里, Hŭngp'yŏng-ri) |

## Híres szülöttei
- Kim Cshek (1903-1951) észak-koreai tábornok és politikus
- Ri Ulszol (Ri Ul-sol) (1921–2015) koreai háborús veterán, a Koreai Néphadsereg tábornoka